# Christian Wilhelm Ketterlinus
Christian Wilhelm Ketterlinus (* 24. Dezember 1766 in Stuttgart; † 18. Mai 1803 in St. Petersburg) war ein deutscher Kupferstecher.

## Leben
Christian Wilhelm Ketterlinus lernte die Kupferstecherei bei Johann Gotthard Müller. Er war zunächst in Stuttgart, ab 1799 als Hofkupferstecher in St. Petersburg tätig. Vermutlich aus seiner Zeit an der Hohen Karlsschule, in die er 1780 eintrat, stammt eine Hinterglasradierung mit dem Titel Der junge Schiller führt auf der Karlsschule seinen Herzog Karl vor. Sie zeigt wahrscheinlich Schiller und einen Mitschüler, der ein Frauengewand und einen Besen trägt, wie sie den Landesherrn und Franziska von Hohenheim parodieren – die ausgerechnet in diesem Moment persönlich zur Tür hereinkommen und Zeugen des despektierlichen Geschehens werden. Ob dieser Vorfall tatsächlich stattgefunden hat, ist nicht bekannt.

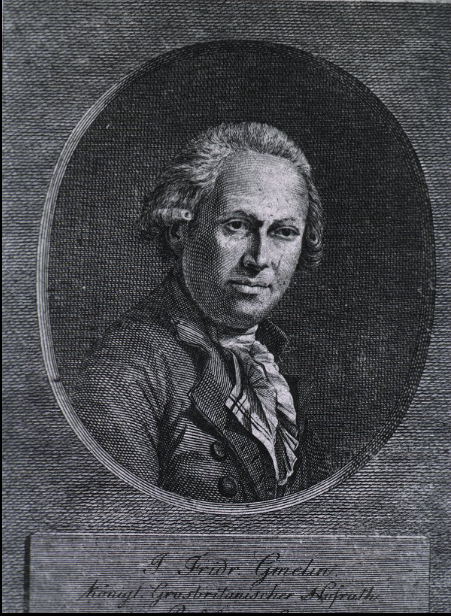
Johann Friedrich Gmelin
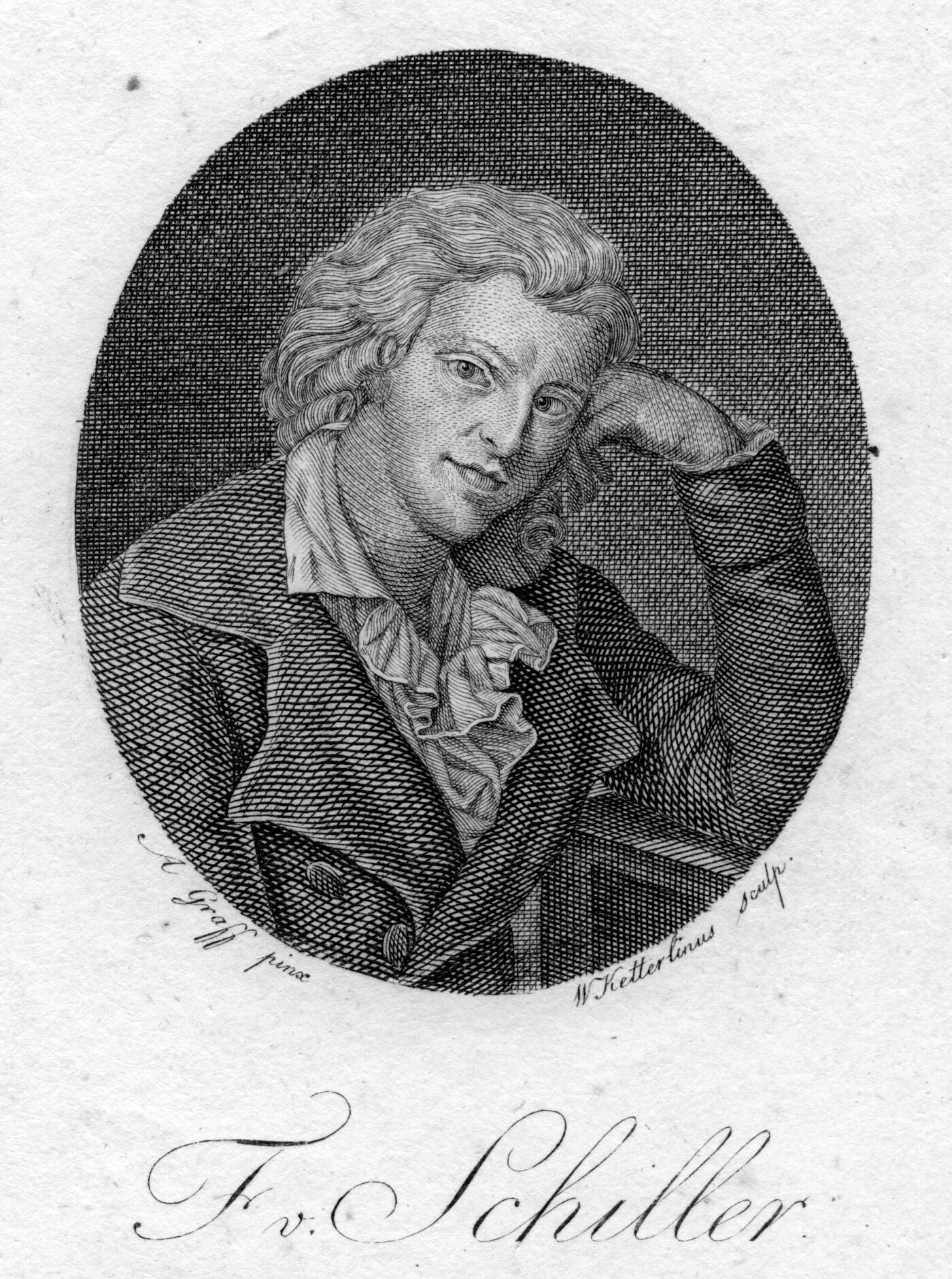
Friedrich Schiller
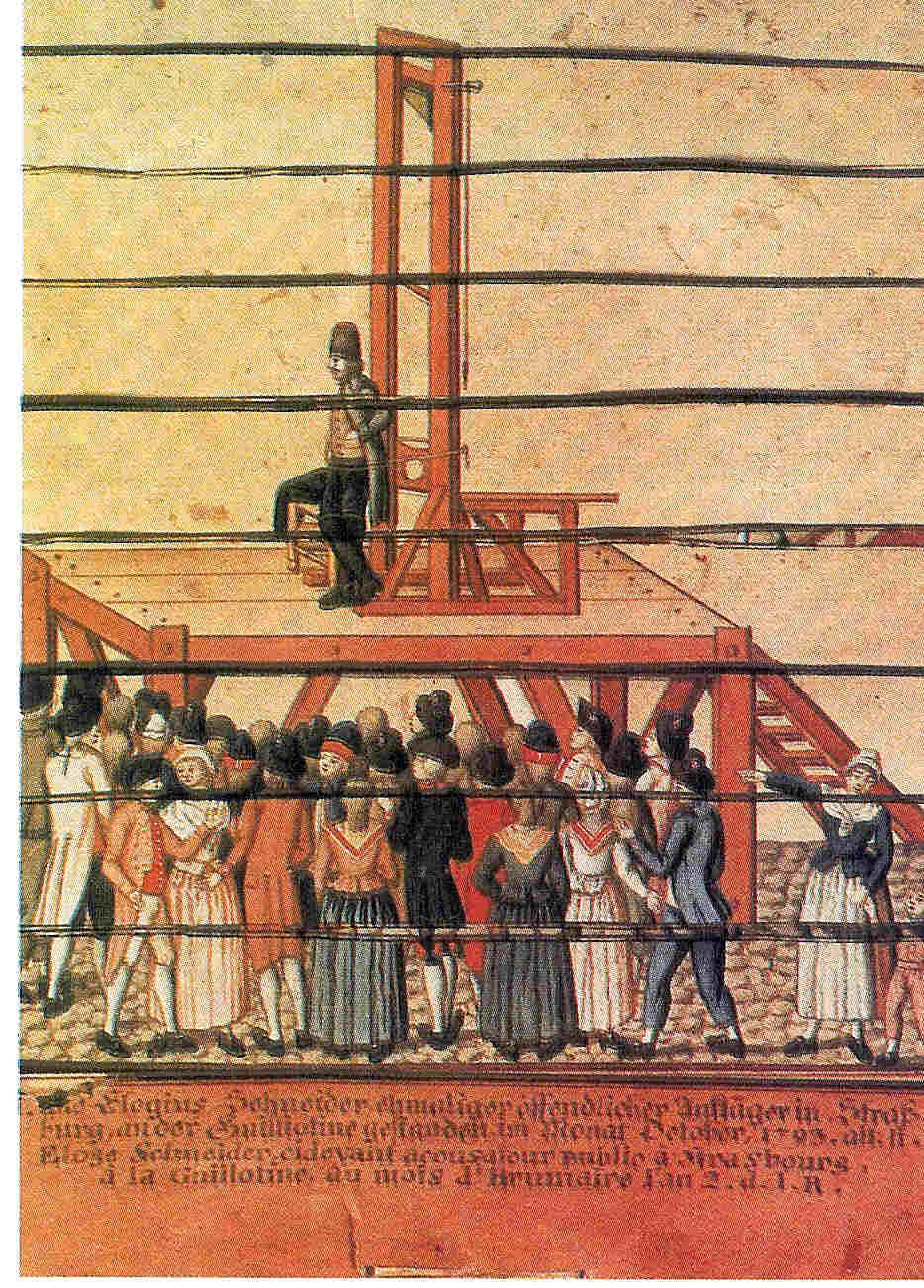
Hinrichtung des Eulogius Schneider
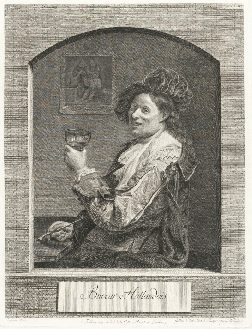
Holländische Trinkszene